# Ion ferrique

Diagramme de Pourbaix d'une solution aqueuse de fer.

Pour les articles homonymes, voir Ferrique.
En chimie, l'ion ferrique (Fe3+) est l'ion trivalent du fer (état d'oxydation +III), par opposition à l'ion ferreux, ce qui indique un composé de fer divalent (état d'oxydation +II). Cet usage est assez obsolète, la nomenclature UICPA ayant des noms contenant l'état d'oxydation noté avec des chiffres romains entre parenthèses à la place, tels l'oxyde de fer(II) pour l'oxyde de fer FeO et l'oxyde de fer(III) pour l'oxyde de fer Fe2O3.